# مارک نافلر
مارک نافلر (به انگلیسی: Mark Freuder Knopfler) آهنگ‌ساز، گیتاریست و خواننده نامدار بریتانیایی است.
او بیشتر به‌عنوان گیتاریست و خواننده گروه راک دایر استریتس که در سال ۱۹۷۷ توسط او و برادرش دیوید نافلر بنیان‌گذاشته شد شناخته می‌شود. در پی فروپاشیدن گروه از سال ۱۹۹۵ به این سو، نافلر به کارهای تکی و انتشار آلبوم‌های شخصی روی آورده‌است.

## درباره

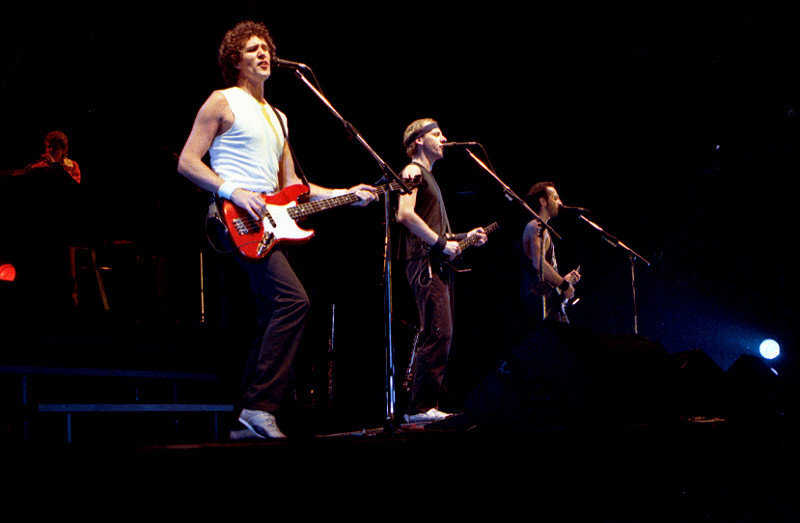
مارک نافلز در کنسرت خود

مادر مارک نافلر انگلیسی و پدرش یک معمار یهودی‌تبار اهل مجارستان بود. به خاطر شرایط سیاسی و گرایش‌های کمونیستی پدرش آن‌ها مجبور شدند ابتدا به اسکاتلند مهاجرت کنند. مدتی بعد و زمانی که مارک نافلر ۷ ساله بود خانواده‌اش به منطقه‌ای در شمال شرقی انگلستان که زادگاه مادرش بود نقل مکان کردند.
در ده سالگی اولین گیتارش را که یک هافنر با پیکاپ‌های جفت بود به قیمت ۵۰ پاوند خریداری کرد.
مانند دیگر همسالانش به کارهای خوانندگانی چون الویس پرسلی و نوازندگانی همچون جیمی هندریکس، چت اتکینز، اسکاتی مور و… علاقه نشان می‌داد. در ۱۶ سالگی به همراه یکی از دوستانش مدتی در یک تلویزیون محلی به اجرای برنامه پرداختند.
نافلر در سال ۱۹۶۷ به تحصیل در رشته روزنامه‌نگاری پرداخت و بعد از پایان این دوره در روزنامه عصر یورک‌شایر مشغول بکار شد. دو سال بعد برای دستیابی به درجه بالاتر علمی به ادامه تحصیل در دانشگاه لیدز پرداخت. در همین زمان بود که با کیتی وایت (دوست دختر قدیمی‌اش از زمان مدرسه) ازدواج کرد هرچند این رابطه دوام زیادی نیاورد و بعد از مدتی به جدایی انجامید. مارک در آن زمان با یک نوازنده و خواننده سبک بلوز به نام «استیو فیلیپس» آشنا شد. این دو در کنار هم به مدت ۵ سال ساز می‌زدند. مارک در برخی آلبوم‌های شخصی استیو نیز با او همکاری کرد. سپس نافلر به لندن نقل مکان کرد، جایی که فعالیت حرفه‌ای موسیقی‌اش را آغاز نمود.
سال ۱۹۷۷ را می‌توان سال شهرت «مارک نافلر» دانست زیرا در این سال او پس از آشنایی اتفاقی با «جان ایلسلی» و «آلن کلارک» گروه دایر استریتس را به وجود آورد. اعضای گروه «دایر استریتس» شامل برادرش دیوید (نوازنده گیتار)، جان ایلسلی (نوازنده بیس) و پیک ویترز (نوازنده درامز) بودند. این گروه موفق در اواخر دهه ۷۰ با ترکیب موسیقی راک، بلوز، جَز و حتی کانتری و اشعاری که اغلب خود نافلر تهیه می‌کرد به شهرت زیادی رسیدند.
مارک نافلر ترانه‌سرا، گیتاریست و خواننده اصلی دایر استریتس بود، گروه راکی که دیگر وجود ندارد، این گروه در دوره بعد از پانک راک وارد میدان شد و موسیقی بی‌پیرایه، صیقل نخورده و مینیمالیست داشت و کار خود را با الهام از بلوز راک جِی‌جِی کیل شروع کرد اما از جاز و کانتری هم مایه می‌گرفت و از پراگرسیو راک هم متأثر بود.

## زندگی حرفه‌ای
مجله رولینگ استون در سال ۲۰۰۳ و در رده‌بندی ۱۰۰ گیتاریست برتر تمامی دوران، مارک نافلر را در رتبه ۲۷ قرار داد.

## تجهیزات موسیقی و شیوهٔ نوازندگی
نافلر گیتارهای متعددی دارد از میان آن‌ها می‌توان به فندرهای تلکستر و استرتوکستر، گیبسون لس پال، دن‌الکترو، رامیرز اسپانیش اشاره کرد. او بیشتر اوقات از یک استرتوکستر قرمز رنگ مدل ۱۹۵۴ استفاده می‌کند. نافلر به این ساز که یکی از اولین فندرهای تولید شده از این سری است لقب ژوراسیک استرت داده‌است.
از نکات جالب دربارهٔ مارک نافلر این است که با وجود این‌که او فردی چپ‌دست است با گیتارهای معمولی (راست‌دست) می‌نوازد. نافلر به خاطر شیوه منحصربه‌فرد پیکینگ‌اش شهرت دارد. در واقع تکنیک ابداعی وی تلفیقی از کلاوهمر و پیکینگ گیتار آکوستیک است.

## آلبوم‌ها

### آلبوم‌های شخصی
| نام آلبوم                                                           | تاریخ پخش       |
| ۱. Golden Heart                                                     | ۲۶ مارس ۱۹۹۶    |
| ۲. Sailing to Philadelphia                                          | ۲۶ سپتامبر ۲۰۰۰ |
| ۳. The Ragpicker's Dream                                            | ۳۰ سپتامبر ۲۰۰۲ |
| ۴. Shangri-La                                                       | ۲۸ سپتامبر ۲۰۰۴ |
| ۵. One Take Radio Sessions                                          | ۲۱ ژوئن ۲۰۰۵    |
| ۶. The Trawlerman's Song EP                                         | ۲۰۰۵            |
| ۷. The Best of Dire Straits & Mark Knopfler: Private Investigations | ۲۰۰۵            |
| ۸. Kill to Get Crimson                                              | ۱۷ سپتامبر ۲۰۰۷ |
| ۹. Get Lucky                                                        | ۳۰ سپتامبر ۲۰۰۹ |
| ۱۰. Privateering                                                    | ۳ سپتامبر ۲۰۱۲  |

|11. Tracker
|۲۰۱۵
|-

### آلبوم‌های مشترک
| نام آلبوم                                | سال انتشار | همراه با                |
| ۱. Missing...Presumed Having a Good Time | ۱۹۸۳       | The Notting Hillbillies |
| ۲. Neck and Neck'                        | ۱۹۸۴       | چت اتکینز               |
| ۳. The Booze Brothers                    | ۱۹۸۴       | بریورز دروپ             |
| ۴. All the Roadrunning                   | ۲۰۰۶       | امیلو هریس              |
| ۵. Real Live Roadrunning                 | ۲۰۰۶       | امیلو هریس              |

### آلبوم‌های موسیقی فیلم/Soundtrack
| نام آلبوم                | سال انتشار |
| ۱. Local Hero            | ۱۹۸۳       |
| ۲. Music from 'Cal'      | ۱۹۸۴       |
| ۳. Comfort and Joy       | ۱۹۸۴       |
| ۴. The Princess Bride    | ۱۹۸۷       |
| ۵. Last Exit to Brooklyn | ۱۹۸۹       |
| ۶. Screenplaying         | ۱۹۹۳       |
| ۷. Metroland             | ۱۹۹۸       |
| ۸. Wag the Dog           | ۱۹۹۸       |
| ۹. A Shot at Glory       | ۲۰۰۱       |

## جوایز و افتخارات

### ۱۹۸۶
- برنده گرمی بهترین اجرای دونفره یا گروهی همراه با آواز برای آهنگ Money for nothing
- برنده گرمی بهترین اجرای کانتری بدون کلام برای آهنگ Cosmic Square Dance(همراه با چت اتکینز)

### ۱۹۹۱
- برنده گرمی بهترین هم‌آوایی کانتری برای آهنگ Poor Boy Blues(همراه با چت اتکینز)
- برنده گرمی بهترین اجرای کانتری بدون کلام برای آهنگ So Soft, Your Goodbye(همراه با چت اتکینز)

### ۱۹۹۳
دریافت دکترای افتخاری موسیقی از دانشگاه نیوکاسل

### ۱۹۹۹
دریافت نشان افتخار پادشاهی بریتانیا

### ۲۰۰۷
دریافت دکترای افتخاری موسیقی از دانشگاه ساندرلند